# Electromagnetismo clásico y relatividad especial

Impulso de Lorentz de una carga eléctrica. Arriba: La carga está en reposo en el marco de referencia F, por lo que este observador ve un campo eléctrico estático. Un observador en otro marco F′ se mueve con velocidad v relativa a F, y ve que la carga se mueve con velocidad −v con un campo eléctrico alterado E debido a la contracción de la longitud y un campo magnético B debido al movimiento de la carga. Abajo: Configuración similar, con la carga en reposo en el marco de referencia F′.

La interrelación entre el electromagnetismo clásico y la relatividad especial jugó un papel muy importante en el afianzamiento de la forma moderna de ambas teorías, proporcionando fórmulas sobre cómo los aspectos electromagnéticos, en particular los campos eléctricos y magnéticos, se modifican bajo la transformación de Lorentz de un sistema de referencia inercial a otro. Arrojó luz sobre la relación entre la electricidad y el magnetismo, mostrando que el marco de referencia determina si una observación sigue leyes eléctricas o magnéticas, y sirvió para idear una notación compacta y muy adecuada para las leyes del electromagnetismo, a saber, la forma de tensor "manifiestamente covariante".
Las ecuaciones de Maxwell, cuando se formularon por primera vez en su forma completa en 1865, ya eran compatibles con la relatividad especial. Además, la relatividad especial demostraría que las aparentes coincidencias en las que dos observadores diferentes constatan el mismo efecto debido a diferentes fenómenos físicos no son coincidencias en lo más mínimo. De hecho, la mitad del primer artículo de Einstein sobre la relatividad especial de 1905, "Sobre la electrodinámica de los cuerpos en movimiento", explica cómo transformar las ecuaciones de Maxwell.

## Transformación de los campos entre sistemas inerciales

### Los campos E y B
Esta ecuación considera dos sistemas de referencia inercial. El marco con apóstrofes (prima) se mueve en relación con el otro marco a una velocidad v. Los campos definidos en el marco prima se indican mediante valores con comilla, y los campos definidos en el otro marco carecen de comilla. Los componentes del campo paralelos a la velocidad v se denotan como {\displaystyle \mathbf {E} _{\parallel }} y {\displaystyle \mathbf {B} _{\parallel }}, mientras que las componentes del campo perpendiculares a v se denotan como {\displaystyle \mathbf {E} _{\perp }} y {\displaystyle \mathbf {B} _{\perp }}. En estos dos marcos que se mueven a velocidad relativa v, los campos E y B están relacionados por:
{\displaystyle {\begin{aligned}\mathbf {E_{\parallel }} '&=\mathbf {E_{\parallel }} \\\mathbf {B_{\parallel }} '&=\mathbf {B_{\parallel }} \\\mathbf {E_{\bot }} '&=\gamma \left(\mathbf {E} _{\bot }+\mathbf {v} \times \mathbf {B} \right)\\\mathbf {B_{\bot }} '&=\gamma \left(\mathbf {B} _{\bot }-{\frac {1}{c^{2}}}\mathbf {v} \times \mathbf {E} \right)\end{aligned}}}
donde
{\displaystyle \gamma \ {\overset {\underset {\mathrm {def} }{}}{=}}\ {\frac {1}{\sqrt {1-v^{2}/c^{2}}}}}
se llama factor de Lorentz y c es la velocidad de la luz en el vacío. Las ecuaciones anteriores están en formuladas según el Sistema Internacional de Unidades (SI). En el Sistema Cegesimal de Unidades estas ecuaciones se pueden obtener reemplazando {\displaystyle {\frac {1}{c^{2}}}} por {\displaystyle {\frac {1}{c}}} y {\displaystyle v\times B} por {\displaystyle {\frac {1}{c}}v\times B}, excepto {\displaystyle \gamma }. El factor de Lorentz ({\displaystyle \gamma }) es el mismo en ambos sistemas. Las transformaciones inversas son las mismas excepto v → −v.
Una expresión alternativa equivalente es:
{\displaystyle {\begin{aligned}\mathbf {E} '&=\gamma \left(\mathbf {E} +\mathbf {v} \times \mathbf {B} \right)-\left({\gamma -1}\right)(\mathbf {E} \cdot \mathbf {\hat {v}} )\mathbf {\hat {v}} \\\mathbf {B} '&=\gamma \left(\mathbf {B} -{\frac {\mathbf {v} \times \mathbf {E} }{c^{2}}}\right)-\left({\gamma -1}\right)(\mathbf {B} \cdot \mathbf {\hat {v}} )\mathbf {\hat {v}} \end{aligned}}}
donde {\displaystyle \mathbf {\hat {v}} ={\frac {\mathbf {v} }{\Vert \mathbf {v} \Vert }}} es el vector unitario de la velocidad. Con las notaciones anteriores, en realidad se tiene que {\displaystyle (\mathbf {E} \cdot \mathbf {\hat {v}} )\mathbf {\hat {v}} =\mathbf {E} _{\parallel }} y {\displaystyle (\mathbf {B} \cdot \mathbf {\hat {v}} )\mathbf {\hat {v}} =\mathbf {B} _{\parallel }}.
Componente por componente, para el movimiento relativo en el eje x {\displaystyle \mathbf {v} =(v,0,0)}, esto resulta ser lo siguiente:
{\displaystyle {\begin{aligned}E'_{x}&=E_{x}&\qquad B'_{x}&=B_{x}\\E'_{y}&=\gamma \left(E_{y}-vB_{z}\right)&B'_{y}&=\gamma \left(B_{y}+{\frac {v}{c^{2}}}E_{z}\right)\\E'_{z}&=\gamma \left(E_{z}+vB_{y}\right)&B'_{z}&=\gamma \left(B_{z}-{\frac {v}{c^{2}}}E_{y}\right).\\\end{aligned}}}
Si uno de los campos es cero en un marco de referencia, eso no significa necesariamente que sea cero en todos los demás marcos de referencia. Esto se puede ver, por ejemplo, haciendo que el campo eléctrico sin primas sea cero en la transformación al campo eléctrico con primas. En este caso, dependiendo de la orientación del campo magnético, el sistema con primas podría ver un campo eléctrico, aunque no haya ninguno en el sistema sin primas.
Esto no significa que se vean dos conjuntos de eventos completamente diferentes en los dos marcos de referencia, sino que la misma secuencia de eventos se describe de dos maneras diferentes (véase Problema del movimiento del imán y del conductor a continuación).
Si una partícula de carga q se mueve con velocidad u con respecto al marco S, entonces la fuerza de Lorentz en el marco S es:
{\displaystyle \mathbf {F} =q\mathbf {E} +q\mathbf {u} \times \mathbf {B} }
En el marco S', la fuerza de Lorentz es:
{\displaystyle \mathbf {F'} =q\mathbf {E'} +q\mathbf {u'} \times \mathbf {B'} }
Aquí se proporciona una deducción de la transformación de la fuerza de Lorentz para el caso particular de u = 0. Se puede ver uno más general aquí.
Las transformaciones en esta forma se pueden hacer más compactas introduciendo el tensor de campo electromagnético (definido a continuación), que es un tensor covariante.

### Campos D y H
Para la densidad de flujo eléctrico D y la intensidad magnética H, usando las relaciones constitutivas y el resultado para c2:
{\displaystyle \mathbf {D} =\epsilon _{0}\mathbf {E} \,,\quad \mathbf {B} =\mu _{0}\mathbf {H} \,,\quad c^{2}={\frac {1}{\epsilon _{0}\mu _{0}}}\,,}
da
{\displaystyle {\begin{aligned}\mathbf {D} '&=\gamma \left(\mathbf {D} +{\frac {1}{c^{2}}}\mathbf {v} \times \mathbf {H} \right)+(1-\gamma )(\mathbf {D} \cdot \mathbf {\hat {v}} )\mathbf {\hat {v}} \\\mathbf {H} '&=\gamma \left(\mathbf {H} -\mathbf {v} \times \mathbf {D} \right)+(1-\gamma )(\mathbf {H} \cdot \mathbf {\hat {v}} )\mathbf {\hat {v}} \end{aligned}}}
De manera análoga a E y B, D y H forman el tensor de desplazamiento electromagnético.

### Camposφy A
Una transformación alternativa más simple del campo EM utiliza los potenciales electromagnéticos: el potencial eléctrico φ y el potencial magnético A:
{\displaystyle {\begin{aligned}\varphi '&=\gamma \left(\varphi -vA_{\parallel }\right)\\A_{\parallel }'&=\gamma \left(A_{\parallel }-{\frac {v\varphi }{c^{2}}}\right)\\A_{\bot }'&=A_{\bot }\end{aligned}}}
donde {\displaystyle \scriptstyle A_{\parallel }} es la componente paralela de A a la dirección de la velocidad relativa entre marcos v, y {\displaystyle \scriptstyle A_{\bot }} es la componente perpendicular. Estas se asemejan claramente a la forma característica de otras transformaciones de Lorentz (como la posición temporal y la energía-momento), mientras que las transformaciones de E y B anteriores son un poco más complicadas. Los componentes se pueden agrupar como:
{\displaystyle {\begin{aligned}\mathbf {A} '&=\mathbf {A} -{\frac {\gamma \varphi }{c^{2}}}\mathbf {v} +\left(\gamma -1\right)\left(\mathbf {A} \cdot \mathbf {\hat {v}} \right)\mathbf {\hat {v}} \\\varphi '&=\gamma \left(\varphi -\mathbf {A} \cdot \mathbf {v} \right)\end{aligned}}}

### Camposρy J
De manera análoga para la carga eléctrica ρ y la densidad de corriente J,
{\displaystyle {\begin{aligned}J_{\parallel }'&=\gamma \left(J_{\parallel }-v\rho \right)\\\rho '&=\gamma \left(\rho -{\frac {v}{c^{2}}}J_{\parallel }\right)\\J_{\bot }'&=J_{\bot }\end{aligned}}}
Agrupando componentes:
{\displaystyle {\begin{aligned}\mathbf {J} '&=\mathbf {J} -\gamma \rho \mathbf {v} +\left(\gamma -1\right)\left(\mathbf {J} \cdot \mathbf {\hat {v}} \right)\mathbf {\hat {v}} \\\rho '&=\gamma \left(\rho -{\frac {\mathbf {J} \cdot \mathbf {v} }{c^{2}}}\right)\end{aligned}}}

### Aproximaciones no relativistas
Para velocidades v « c, el factor relativista γ ≈ 1, lo que produce:
{\displaystyle {\begin{aligned}\mathbf {E} '&\approx \mathbf {E} +\mathbf {v} \times \mathbf {B} \\\mathbf {B} '&\approx \mathbf {B} -{\frac {1}{c^{2}}}\mathbf {v} \times \mathbf {E} \\\mathbf {J} '&\approx \mathbf {J} -\rho \mathbf {v} \\\rho '&\approx \rho -{\frac {1}{c^{2}}}\mathbf {J} \cdot \mathbf {v} \end{aligned}}}
de modo que no hay necesidad de distinguir entre las coordenadas espaciales y temporales en las ecuaciones de Maxwell.

## Relación entre electricidad y magnetismo
A una parte de la fuerza entre cargas en movimiento la llamamos fuerza magnética. En realidad, es un aspecto de un efecto eléctrico.
Richard Feynman

### Deducción del magnetismo a partir de leyes eléctricas
El marco de referencia elegido determina si un fenómeno electromagnético se considera un efecto eléctrico o magnético, o una combinación de ambos. Los autores suelen deducir el magnetismo de la electrostática cuando se tienen en cuenta la relatividad especial y la invariancia de carga. En Las Conferencias Feynman sobre Física (vol. 2, cap. 13-6) se utiliza este método para obtener la expresión de la fuerza magnética sobre una carga en movimiento paralelo junto a un cable que transporta corriente. Véase también Haskell y Landau.
Si en cambio la carga se mueve según una dirección perpendicular a un cable que transporta corriente, la electrostática no se puede utilizar para deducir la fuerza magnética. En este caso, se puede obtener su expresión considerando la compresión relativista del campo eléctrico debida al movimiento de las cargas en el cable.

### Campos entremezclados en diferentes marcos de referencia
Las reglas de transformación anteriores muestran que el campo eléctrico en un marco de referencia contribuye al campo magnético en otro, y viceversa. Esto a menudo se describe diciendo que el campo eléctrico y el campo magnético son dos aspectos interrelacionados de un solo objeto, llamado campo electromagnético. De hecho, todo el campo electromagnético se puede representar mediante un único tensor de rango 2 llamado tensor de campo electromagnético (véase más adelante).

### Problema del movimiento del imán y del conductor
Un ejemplo famoso de la mezcla de fenómenos eléctricos y magnéticos en diferentes marcos de referencia es el llamado "problema del movimiento del imán y del conductor", citado por Einstein en su artículo de 1905 sobre la Relatividad Especial.
Si un conductor se mueve con velocidad constante a través del campo de un imán estacionario, se producirán corrientes de Foucault debidas a la presencia de una fuerza magnética sobre los electrones del conductor. En cambio, en el marco en reposo del conductor, el imán estará en movimiento y el conductor permanece estacionario. La teoría electromagnética clásica predice que se producirán precisamente las mismas corrientes parásitas microscópicas, pero serán debidas a la presencia de una fuerza eléctrica.

## Formulación covariante en el vacío
Las leyes y los objetos matemáticos del electromagnetismo clásico se pueden escribir en forma manifiestamente covariante. Aquí, esto solo se hace para el vacío (o para las ecuaciones microscópicas de Maxwell, sin usar descripciones macroscópicas de materiales como la permitividad), y se usa el Sistema Internacional de Unidades.
Esta sección utiliza la notación de Einstein, incluido el convenio de suma de Einstein. Consúltese también el cálculo de Ricci para obtener un resumen de las notaciones de índices tensoriales y sobre las leyes de subir o bajar índices para obtener las definiciones de superíndice y de subíndice, y de cómo intercambiarlos. El espacio-tiempo de Minkowski η aquí tiene signatura métrica (+ − − −).

### Tensor de campo y cuadricorriente
Las transformaciones relativistas anteriores sugieren que los campos eléctrico y magnético están acoplados en un objeto matemático con 6 componentes: un tensor antisimétrico de segundo rango, o un bivector. Es denominado tensor de campo electromagnético y generalmente se escribe como Fμν. En forma matricial:
{\displaystyle F^{\mu \nu }={\begin{pmatrix}0&-E_{x}/c&-E_{y}/c&-E_{z}/c\\E_{x}/c&0&-B_{z}&B_{y}\\E_{y}/c&B_{z}&0&-B_{x}\\E_{z}/c&-B_{y}&B_{x}&0\end{pmatrix}}}
donde c es la velocidad de la luz, que en unidades naturales toma el valor c= 1.
Hay otra forma de fusionar los campos eléctrico y magnético en un tensor antisimétrico, reemplazando E'/c → B y B → − E/c, para obtener el tensor dual Gμν.
{\displaystyle G^{\mu \nu }={\begin{pmatrix}0&-B_{x}&-B_{y}&-B_{z}\\B_{x}&0&E_{z}/c&-E_{y}/c\\B_{y}&-E_{z}/c&0&E_{x}/c\\B_{z}&E_{y}/c&-E_{x}/c&0\end{pmatrix}}}
En el contexto de la teoría de la relatividad especial, ambos se transforman según la transformación de Lorentz según la expresión
{\displaystyle F'^{\alpha \beta }=\Lambda _{\mu }^{\alpha }\Lambda _{\nu }^{\beta }F^{\mu \nu }},
donde Λαν es el tensor de transformación de Lorentz para un cambio de un sistema de referencia a otro. El mismo tensor se utiliza dos veces en la suma.
La carga y la densidad de corriente, las fuentes de los campos, también se combinan en el cuadrivector
{\displaystyle J^{\alpha }=\left(c\rho ,J_{x},J_{y},J_{z}\right)}
llamado cuadricorriente.

### Ecuaciones de Maxwell en forma tensorial
Usando estos tensores, las ecuaciones de Maxwell se reducen a:
| Ecuaciones de Maxwell (formulación covariante) {\displaystyle {\begin{aligned}{\frac {\partial F^{\alpha \beta }}{\partial x^{\alpha }}}&=\mu _{0}J^{\beta }\\[3pt]{\frac {\partial G^{\alpha \beta }}{\partial x^{\alpha }}}&=0\end{aligned}}} |
donde las derivadas parciales se pueden escribir de varias maneras (consúltese cuadrigradiente. La primera ecuación enumerada anteriormente corresponde tanto a la ley de Gauss (para β= 0) como a la ley de Ampère-Maxwell (para β= 1, 2, 3). La segunda ecuación corresponde a las dos ecuaciones restantes, la ley de Gauss para el magnetismo (para β= 0) y la ley de Faraday (para β= 1, 2, 3).
Estas ecuaciones tensoriales son manifiestamente covariante, lo que significa que se puede considerar que son covariantes según las posiciones del índice. Esta forma breve de las ecuaciones de Maxwell ilustra una idea compartida entre algunos físicos, a saber, que las leyes de la física adquieren una forma más simple cuando se escriben utilizando tensores.
Mediante las leyes de descenso de índices en Fαβ se obtene Fαβ:
{\displaystyle F_{\alpha \beta }=\eta _{\alpha \lambda }\eta _{\beta \mu }F^{\lambda \mu }}
y la segunda ecuación se puede escribir en términos de Fαβ como:
{\displaystyle \epsilon ^{\delta \alpha \beta \gamma }{\dfrac {\partial F_{\beta \gamma }}{\partial x^{\alpha }}}={\dfrac {\partial F_{\alpha \beta }}{\partial x^{\gamma }}}+{\dfrac {\partial F_{\gamma \alpha }}{\partial x^{\beta }}}+{\dfrac {\partial F_{\beta \gamma }}{\partial x^{\alpha }}}=0}
donde {\displaystyle \epsilon ^{\alpha \beta \gamma \delta }} es el símbolo de Levi-Civita contravariante. Obsérvese la permutación cíclica de los índices en esta ecuación
{\displaystyle {\begin{array}{rc}&\scriptstyle {\alpha \,\,\longrightarrow \,\,\beta }\\&\nwarrow _{\gamma }\swarrow \end{array}}}.
Otro objeto electromagnético covariante es el tensor de energía-impulso electromagnético, un tensor covariante de rango dos que incluye el vector de Poynting, el tensor de Maxwell y la densidad de energía electromagnética.

### Cuadripotencial
El tensor de campo electromagnético también se puede escribir como
{\displaystyle F^{\alpha \beta }={\frac {\partial A^{\beta }}{\partial x_{\alpha }}}-{\frac {\partial A^{\alpha }}{\partial x_{\beta }}}\,,}
donde
{\displaystyle A^{\alpha }=\left({\frac {\varphi }{c}},A_{x},A_{y},A_{z}\right)\,,}
es el cuadripotencial y
{\displaystyle x_{\alpha }=(ct,-x,-y,-z)}
es el cuadrivector de posición.
Usando el cuadripotencial en el calibre de Lorenz, se puede encontrar una formulación alternativa manifiestamente covariante en una sola ecuación (una generalización de una ecuación debida a Bernhard Riemann por Arnold Sommerfeld, conocida como ecuación de Riemann-Sommerfeld, o la forma covariante de la Ecuaciones de Maxwell):
| Ecuaciones de Maxwell (formulación covariante según el calibre de Lorenz) {\displaystyle \Box A^{\mu }=\mu _{0}J^{\mu }} |
donde {\displaystyle \Box } es el operador d'Alembertiano, o cuadrilaplaciano.